# Mea culpa (programa de televisión)
Mea culpa es un programa de televisión chileno emitido por Televisión Nacional de Chile (TVN), conducido por Carlos Pinto. El programa recrea de forma fidedigna crímenes que han conmocionado a la opinión pública chilena. 
Su primera emisión fue el 2 de junio de 1993, presentado por la periodista Cecilia Serrano. Con posterioridad, el programa comenzó a ser presentado por el periodista Carlos Pinto, quien había presentado una sección similar en el programa Porque hoy es sábado durante 1988, donde llamó la atención su llamativa narración de los hechos delictuales.
Mea culpa ha sido uno de los programas más populares de la televisión chilena. Durante sus trece temporadas alcanzó altos índices de audiencia, repercusión mediática y grupos de seguidores. Parte de su éxito ha sido atribuido a su estética, guiones y musicalización. La banda sonora del programa fue compuesta por Sergio Ruiz de Gamboa y Edgardo Riquelme en 1993, quién también compuso ciertos temas utilizados como música incidental en algunos capítulos.
Tras doce años del último capítulo emitido, el 29 de agosto de 2021 se confirmó una nueva temporada.

## Historia
Al principio el programa era presentado por la periodista Cecilia Serrano con una introducción al caso, luego continuaba con la recreación del caso. El programa presentaba distintas temáticas cada semana y al final se conversaba sobre el caso con el psicólogo Giorgio Agostini Vicentini y el abogado criminólogo Andrés Domínguez Vial, además de un invitado dependiendo el caso. En las temporadas siguientes cambió y sólo se presentaban las recreaciones. Dentro del episodio se consultaba a algún testigo o experto en el tema y en la mayoría de los casos una entrevista al culpable del caso. 
Mea Culpa en sus 14 temporadas siempre le ha ganado en índice de audiencia a los programas de su competencia en el horario. Al principio se emitía los días miércoles y en 1995 derrotó a Martes 13 de Canal 13. Desde ahí siguió siendo el programa más visto del horario de las 22:00, aunque los días fueron variando. Entre 2000 y marzo de 2003 no hubo capítulos nuevos y solo daban repeticiones después de la medianoche. El 3 de abril de 2003, regresó una nueva temporada después de cuatro años de receso y le ganó a la primera temporada de Vértigo de Canal 13 los jueves a las 22:00; luego, el 20 de septiembre de 2004 regresó otra temporada para los días lunes y le ganó a Morandé con Compañía de Mega.
Finalmente, el programa quedó en pausa tras su temporada de 2009. Esto significó la salida de Carlos Pinto de Televisión Nacional para formar parte de Mega en septiembre de 2013. Sin embargo, nunca se concretó una nueva temporada en ese canal. En julio de 2017, Canal 13 estrenó el nuevo programa Irreversible que contaba con un formato similar al de Mea Culpa y la conducción de Carlos Pinto, pero solo se extendió por una temporada y recibió críticas por el parentesco entre las historias de ambos programas.
En agosto de 2020, con el reestreno de los episodios clásicos en la señal nacional de TVN, Carlos Pinto anunció que estaba dispuesto a realizar una nueva temporada del programa.
En agosto de 2021 se anunció el regreso del programa, con el estreno de la decimocuarta temporada el 21 de octubre de 2021. En 2022 se confirmó una nueva temporada.

### Retransmisiones
Desde septiembre hasta diciembre de 2015, después de seis años fuera del aire, comenzó a retransmitirse por TVN de martes a viernes a las 4:00 de la madrugada, desde la primera temporada (1993), como parte de la programación de trasnoche del canal. Posteriormente, en julio de 2017 TVN comenzó a subir todas las temporadas en uno de sus canales de YouTube y desde enero de 2020 es vuelto a ser retransmitido los domingos a las 00:00 horas; posteriormente y hasta mitades del año 2022; la programación sería re transmitida de lunes a jueves entre las 00:00 horas hasta las 02:00 horas y los domingos la retransmisión era a las 01:00 am; a mediados de 2022; la retransmisión sería más inconsistente y cambiante; comenzaría a ser transmitido entre las 02:00 horas hasta las 03:00 horas y en ocasiones a no ser transmitidos los domingos como era costumbre, ello sería de ese modo hasta los meses de julio y agosto de 2024 donde se dejó de transmitir para dar pase al programa El Cuento del Tio, y ser transmitido de manera muy ocasional desde ése entonces.

## Lista de episodios
| Temporada | Temporada | Episodios | Episodios | Emisión original         | Emisión original         |
| Temporada | Temporada | Episodios | Episodios | Primera emisión          | Última emisión           |
| --------- | --------- | --------- | --------- | ------------------------ | ------------------------ |
|           | 1         | 12        | 12        | 2 de junio de 1993       | 18 de agosto de 1993     |
|           | 2         | 12        | 12        | 18 de julio de 1994      | 3 de octubre de 1994     |
|           | 3         | 12        | 12        | 11 de julio de 1995      | 26 de septiembre de 1995 |
|           | 4         | 11        | 11        | 1 de octubre de 1996     | 17 de diciembre de 1996  |
|           | 5         | 12        | 12        | 3 de octubre de 1997     | 19 de diciembre de 1997  |
|           | 6         | 12        | 12        | 18 de agosto de 1998     | 3 de noviembre de 1998   |
|           | 7         | 12        | 12        | 30 de septiembre de 1999 | 16 de diciembre de 1999  |
|           | 8         | 12        | 12        | 3 de abril de 2003       | 19 de junio de 2003      |
|           | 9         | 12        | 12        | 20 de septiembre de 2004 | 6 de diciembre de 2004   |
|           | 10        | 12        | 12        | 24 de octubre de 2005    | 9 de enero de 2006       |
|           | 11        | 13        | 13        | 11 de octubre de 2006    | 3 de enero de 2007       |
|           | 12        | 12        | 12        | 1 de octubre de 2007     | 17 de diciembre de 2007  |
|           | 13        | 17        | 17        | 29 de septiembre de 2008 | 29 de abril de 2009      |
|           | 14        | 8         | 8         | 21 de octubre de 2021    | 14 de diciembre de 2021  |
|           | 15        | —         | —         | TBA                      | TBA                      |

### Temporada 1
| N.º en serie | N.º en temp. | Título                      | Caso                                                       | Fecha de emisión original |
| ------------ | ------------ | --------------------------- | ---------------------------------------------------------- | ------------------------- |
| 1            | 1            | «Cita con el amor»          | Asesinato de Brenda Jara                                   | 2 de junio de 1993        |
| 2            | 2            | «Presunta desgracia»        | Crimen de Antonio Cabieses y Jorge Salas (Caso La Platina) | 9 de junio de 1993        |
| 3            | 3            | «La Berenice (La Calle 15)» | Berenice Álvarez/Carlos Brito Castro                       | 16 de junio de 1993       |
| 4            | 4            | «Fue una pasión»            | Romance de Clara Cárcamo y Jorge Larraín                   | 23 de junio de 1993       |
| 5            | 5            | «La llamada fatal»          | Secuestro del hijo de Jaime Rosso                          | 30 de junio de 1993       |
| 6            | 6            | «Por mi hijo»               | Jorge González López                                       | 7 de julio de 1993        |
| 7            | 7            | «Volver a nacer»            | Óscar Ralph                                                | 14 de julio de 1993       |
| 8            | 8            | «Yo acuso»                  | Violador de Maipú                                          | 21 de julio de 1993       |
| 9            | 9            | «Adiós a los sueños»        | Rodrigo Hidalgo García                                     | 28 de julio de 1993       |
| 10           | 10           | «La visita»                 | Familia Valdivia Anduze                                    | 4 de agosto de 1993       |
| 11           | 11           | «Dios existe»               | Luis Hernández Díaz, "Papillón"                            | 11 de agosto de 1993      |
| 12           | 12           | «La bodega»                 | Asesinato de Carlos Soto                                   | 18 de agosto de 1993      |

### Temporada 2
| N.º en serie | N.º en temp. | Título                                               | Caso                                           | Fecha de emisión original                    |
| ------------ | ------------ | ---------------------------------------------------- | ---------------------------------------------- | -------------------------------------------- |
| 13           | 1            | «El exorcismo»                                       | Familia Salamanca                              | 18 de julio de 1994                          |
| 14           | 2            | «El amor de Marjory y Alexander»                     | Crimen de Arica                                | 25 de julio de 1994                          |
| 15           | 3            | «El comienzo del fin (La gran estafa a las isapres)» | Alfonso Salinas Ojeda                          | 1 de agosto de 1994                          |
| 16           | 4            | «Érase una vez una madre»                            | Nayadeth Navarrete Pozas                       | 8 de agosto de 1994                          |
| 17           | 5            | «El silencio de los culpables»                       | Elzo Maldonado                                 | 15 de agosto de 1994                         |
| 18           | 6            | «El último adiós»                                    | Suicidio de Orieta Guzmán y Araceli Patiño     | 22 de agosto de 1994                         |
| 19 20        | 7 8          | «Entre el amor y los sueños»                         | Crimen de Patricia Pérez Pinochet              | 29 de agosto de 1994 5 de septiembre de 1994 |
| 21           | 9            | «El resplandor»                                      | Marcelo Tobar Venegas, "Psicópata de Coquimbo" | 12 de septiembre de 1994                     |
| 22           | 10           | «Escape de la muerte»                                | Joel Saldías Espinoza                          | 19 de septiembre de 1994                     |
| 23           | 11           | «El desencuentro»                                    | Leslie Sepúlveda Pérez/Roberto Sepúlveda Pérez | 26 de septiembre de 1994                     |
| 24           | 12           | «El límite»                                          | Patricio Figueroa Orlandini                    | 3 de octubre de 1994                         |

### Temporada 3
| N.º en serie | N.º en temp. | Título                                                                              | Caso | Fecha de emisión original                    |
| ------------ | ------------ | ----------------------------------------------------------------------------------- | --- | -------------------------------------------- |
| 25           | 1            | «El silencio de los culpables»                                                      | Crimen de La Calchona (Asesinato de María Soledad Opazo)                                                                       | 11 de julio de 1995                          |
| 26           | 2            | «El penoso camino de la violencia»                                                  | Manuel Vidal | 18 de julio de 1995                          |
| 27 28        | 3 4          | «El paredón del desierto»                                                           | Gabriel Hernández, Eduardo Villanueva y Francisco Díaz Meza (Asesinato de Guillermo Martínez y Sergio Yáñez, "El caso Calama") | 25 de julio de 1995 1 de agosto de 1995      |
| 29           | 5            | «Es tiempo de vivir»                                                                | Ataque a Hermanos Cifuentes Esparza                                                                                            | 8 de agosto de 1995                          |
| 30           | 6            | «El camino sin regreso»                                                             | Ángel Vargas Parga | 15 de agosto de 1995                         |
| 31           | 7            | «El corazón en tus manos»                                                           | Eduardo Muñoz Aburto (Caso Village)                                                                                            | 22 de agosto de 1995                         |
| 32 33        | 8 9          | «El terrorista (Primera parte) El día del atentado / El terrorista (Segunda parte)» | Atentado a Edmundo Pérez Zujovic                                                                                               | 29 de agosto de 1995 5 de septiembre de 1995 |
| 34           | 10           | «El toro de Quilamuta»                                                              | Aldo Espinoza Pérez | 12 de septiembre de 1995                     |
| 35           | 11           | «El encuentro final»                                                                | Patricio Charpentier | 19 de septiembre de 1995                     |
| 36           | 12           | «El protagonista»                                                                   | Johnny Cien Pesos | 26 de septiembre de 1995                     |

### Temporada 4
| N.º en serie | N.º en temp. | Título                                | Caso                                                                 | Fecha de emisión original |
| ------------ | ------------ | ------------------------------------- | -------------------------------------------------------------------- | ------------------------- |
| 37           | 1            | «El día inolvidable»                  | Intoxicación en Escuela 11 de Huequén                                | 1 de octubre de 1996      |
| 38           | 2            | «Era un martes 13»                    | Arturo Arriagada (Asesinato de Peter Wilkens y Héctor Arévalo)       | 8 de octubre de 1996      |
| 39           | 3            | «El asaltante solitario»              | Günter Müller                                                        | 15 de octubre de 1996     |
| 40           | 4            | «El sueño inconcluso (El extranjero)» | Daniel Sandoval López (Crimen de Cristián Muñoz Álvarez)             | 22 de octubre de 1996     |
| 41           | 5            | «En nombre del amor»                  | Mario Venegas Colipí (Asesinato de Israelita Trangulao y su familia) | 29 de octubre de 1996     |
| 42           | 6            | «El charro Dorotea»                   | Hugo Elgueta                                                         | 5 de noviembre de 1996    |
| 43           | 7            | «El desconocido»                      | Juan Carlos Candia                                                   | 19 de noviembre de 1996   |
| 44           | 8            | «Era solo una niña»                   | Gustavo Justo León (Crimen de La Pampilla en Coquimbo)               | 26 de noviembre de 1996   |
| 45           | 9            | «El viernes negro»                    | Amelia Cortés                                                        | 3 de diciembre de 1996    |
| 46           | 10           | «Entre el miedo y el dolor»           | Paulina Hamcheltz y sus hijos                                        | 10 de diciembre de 1996   |
| 47           | 11           | «El regalo»                           | Mauricio Cárdenas Negrier                                            | 17 de diciembre de 1996   |

### Temporada 5
| N.º en serie | N.º en temp. | Título                    | Caso                                                            | Fecha de emisión original |
| ------------ | ------------ | ------------------------- | --------------------------------------------------------------- | ------------------------- |
| 48           | 1            | «El embrujo de Salamanca» | Ola de suicidios en Salamanca                                   | 3 de octubre de 1997      |
| 49           | 2            | «El eterno castigo»       | José Francisco Amigo                                            | 10 de octubre de 1997     |
| 50           | 3            | «El pasado»               | Sandra Barra                                                    | 17 de octubre de 1997     |
| 51           | 4            | «En un pueblo del sur»    | Juana Candia Donoso (Asesinato de Juan Antonio Yáñez Cisternas) | 24 de octubre de 1997     |
| 52           | 5            | «El último grito»         | Andrés Talamilla Lobe                                           | 31 de octubre de 1997     |
| 53           | 6            | «El honor de la familia»  | Familia Olivares Trigo                                          | 7 de noviembre de 1997    |
| 54           | 7            | «El padre»                | Pedro Riveros                                                   | 14 de noviembre de 1997   |
| 55           | 8            | «El doctor»               | Doctor Eduardo Germany                                          | 21 de noviembre de 1997   |
| 56           | 9            | «El sepulturero»          | Manuel Antonio Toro, "Chacal de Aconcagua"                      | 28 de noviembre de 1997   |
| 57           | 10           | «El estudiante»           | Wilson Vega Araya                                               | 5 de diciembre de 1997    |
| 58           | 11           | «El amante»               | Orlanda González (Asesinato de Javier Cortés)                   | 12 de diciembre de 1997   |
| 59           | 12           | «El enfermo»              | Parricidios de Roy Estay Tur y Ruth Barraza                     | 19 de diciembre de 1997   |

### Temporada 6
| N.º en serie | N.º en temp. | Título                          | Caso                                                                                | Fecha de emisión original |
| ------------ | ------------ | ------------------------------- | ----------------------------------------------------------------------------------- | ------------------------- |
| 60           | 1            | «El forastero de la muerte»     | Juan Salvo Zúñiga, "Chacal de Alcohuaz" (Asesinato de Antonia Cabrera y sus hijas). | 18 de agosto de 1998      |
| 61           | 2            | «El día de la crisis»           | Flor Jara                                                                           | 25 de agosto de 1998      |
| 62           | 3            | «El sueño roto»                 | Andrés Canales Perona                                                               | 1 de septiembre de 1998   |
| 63           | 4            | «El elegido»                    | Sherlock Cayo (El engaño de Manuel Cabrera)                                         | 8 de septiembre de 1998   |
| 64           | 5            | «El niño Jesús»                 | Macarena Briones Romero                                                             | 15 de septiembre de 1998  |
| 65           | 6            | «El dolor de la inocencia»      | Familia Castillo Duffet                                                             | 22 de septiembre de 1998  |
| 66           | 7            | «El maldito placer»             | Asesinato de Rubén Urquieta en Arica                                                | 29 de septiembre de 1998  |
| 67           | 8            | «El incidente»                  | Olegario Marihuán y Aurelio Marihuán (Asesinato de Julio Isaac Paydil)              | 6 de octubre de 1998      |
| 68           | 9            | «El verdugo de la inocencia»    | Juan Zenón Soto Campos                                                              | 13 de octubre de 1998     |
| 69           | 10           | «El profesor»                   | El parricidio/ suicidio de Guido Cea Cifuentes // Suicidio de Ingrid Silva          | 20 de octubre de 1998     |
| 70           | 11           | «Eran las diez»                 | Martín Leal Leal                                                                    | 27 de octubre de 1998     |
| 71           | 12           | «El gerente (capítulo perdido)» | —                                                                                   | 3 de noviembre de 1998    |

### Temporada 7
| N.º en serie | N.º en temp. | Título               | Caso                                          | Fecha de emisión original |
| ------------ | ------------ | -------------------- | --------------------------------------------- | ------------------------- |
| 72           | 1            | «El crimen perfecto» | Fernando Manríquez                            | 30 de septiembre de 1999  |
| 73           | 2            | «El cautiverio»      | Raúl Zúñiga y familia                         | 7 de octubre de 1999      |
| 74           | 3            | «El padrastro»       | David Toro Cerda                              | 14 de octubre de 1999     |
| 75           | 4            | «El Rubencito»       | Asesinatos en serie de Rubén Millatureo       | 21 de octubre de 1999     |
| 76           | 5            | «El desprecio»       | Palmenia Casanova Donoso                      | 28 de octubre de 1999     |
| 77           | 6            | «El hermano»         | Patricio Borne Acuña                          | 4 de noviembre de 1999    |
| 78           | 7            | «El abandono»        | Javier Huaiquín Montalva                      | 11 de noviembre de 1999   |
| 79           | 8            | «El ladrón»          | María del Pilar Silva Flores                  | 18 de noviembre de 1999   |
| 80           | 9            | «El doctor amor»     | Doctor Ignacio Navarrete                      | 25 de noviembre de 1999   |
| 81           | 10           | «El viaje»           | Sofía Huentenao                               | 2 de diciembre de 1999    |
| 82           | 11           | «El engaño»          | Eugenia González Zúñiga                       | 9 de diciembre de 1999    |
| 83           | 12           | «El robo»            | Descuartizamiento de Carlos Pérez en Rancagua | 16 de diciembre de 1999   |

### Temporada 8
| N.º en serie | N.º en temp. | Título                       | Caso                                                               | Fecha de emisión original              |
| ------------ | ------------ | ---------------------------- | ------------------------------------------------------------------ | -------------------------------------- |
| 84           | 1            | «El proceso»                 | Ángelo Espinoza Renca                                              | 3 de abril de 2003                     |
| 85           | 2            | «El Tucho Caldera»           | Asesinato de Demetrio Amar                                         | 10 de abril de 2003                    |
| 86           | 3            | «El incidente»               | Julio Castro Pérez                                                 | 17 de abril de 2003                    |
| 87           | 4            | «El Joya»                    | Michel Torres Flores                                               | 24 de abril de 2003                    |
| 88           | 5            | «El veneno»                  | El parricidio de Eliana Goldberg Fuentes                           | 1 de mayo de 2003                      |
| 89           | 6            | «El sádico»                  | Fernando Hermosilla López (Asesinato de Mónica Silva Díaz)         | 8 de mayo de 2003                      |
| 90           | 7            | «El cementerio de Dardignac» | Roberto Haebig (Asesinato de Leónidas Valencia y Millo Montenegro) | 15 de mayo de 2003                     |
| 91           | 8            | «El incendio»                | Castillo de Recreo                                                 | 22 de mayo de 2003                     |
| 92           | 9            | «El canciller»               | Guillermo Beckert                                                  | 29 de mayo de 2003                     |
| 93 94        | 10 11        | «El taxi»                    | Psicópata de Alto Hospicio                                         | 5 de junio de 2003 12 de junio de 2003 |
| 95           | 12           | «El padre»                   | Miguel Ángel Valdés Quiroga                                        | 19 de junio de 2003                    |

### Temporada 9
| N.º en serie | N.º en temp. | Título              | Caso | Fecha de emisión original |
| ------------ | ------------ | ------------------- | --- | ------------------------- |
| 96           | 1            | «El mercenario»     | Asesinato de Macarena Muñoz y su hija                                                                                | 20 de septiembre de 2004  |
| 97           | 2            | «El engaño»         | Luis Humberto Flores (Asesinato de Otilia Guerra)                                                                    | 27 de septiembre de 2004  |
| 98           | 3            | «Entre 4 paredes»   | Rafael Guerra Troncoso (Asesinato de Leontina Reyes Barahona)                                                        | 4 de octubre de 2004      |
| 99           | 4            | «El castigo fatal»  | Marcela Carrillo Cáceres                                                                                             | 11 de octubre de 2004     |
| 100          | 5            | «El heredero»       | Omar Sánchez y José Sánchez Cordero (Asesinato de Javier Sánchez)                                                    | 18 de octubre de 2004     |
| 101          | 6            | «El visitante»      | Marcelo Manquilef | 25 de octubre de 2004     |
| 102          | 7            | «El pirómano»       | Caso de Johnny Jara en Punta Arenas                                                                                  | 1 de noviembre de 2004    |
| 103          | 8            | «El diagnóstico»    | Sobre CNI y FPMR (Asesinato del Dr. Carlos Pérez Castro)                                                             | 8 de noviembre de 2004    |
| 104          | 9            | «El arrebato»       | Caso de Raúl Garrido en Porvenir                                                                                     | 15 de noviembre de 2004   |
| 105          | 10           | «El testimonio»     | Manuel Antonio Canales Rojas, Juan Salazar Vallejos y Hernán Pacheco Bronté (Crimen de Katherine Sepúlveda Carrasco) | 22 de noviembre de 2004   |
| 106          | 11           | «El mano de tijera» | Mauricio Opazo Cáceres "El perpetuo feliz" (Crimen de Gloria Montecinos y su hija)                                   | 29 de noviembre de 2004   |
| 107          | 12           | «El amor imposible» | Arturo Acuña y Rainer Acuña (Asesinato de Katherine Castro Oyarce)                                                   | 6 de diciembre de 2004    |

### Temporada 10
| N.º en serie | N.º en temp. | Título           | Caso                                                                                  | Fecha de emisión original |
| ------------ | ------------ | ---------------- | ------------------------------------------------------------------------------------- | ------------------------- |
| 108          | 1            | «El croata»      | Lun Terzic (Asesinato de Elsa Torres)                                                 | 24 de octubre de 2005     |
| 109          | 2            | «El Portal Lyon» | Óscar Agurto (Asesinato de Rosa María Herrera Cienfuegos)                             | 31 de octubre de 2005     |
| 110          | 3            | «Emilio»         | Emilio González Osorio                                                                | 7 de noviembre de 2005    |
| 111          | 4            | «El analfabeto»  | Rodolfo Navarro                                                                       | 14 de noviembre de 2005   |
| 112          | 5            | «El encargo»     | María Alicia Matas (Asesinato de Patricio Enrique Norambuena Campos)                  | 21 de noviembre de 2005   |
| 113          | 6            | «El cuidador»    | Alvio Rivas Espinoza, "Psicópata de Concepción" (Asesinato de Catalina Castillo Vega) | 28 de noviembre de 2005   |
| 114          | 7            | «El cuatrero»    | Margarita Vega Gómez (Asesinato de Leonidas García Aguilera)                          | 5 de diciembre de 2005    |
| 115          | 8            | «El tambor»      | Hugo Bustamante Pérez                                                                 | 12 de diciembre de 2005   |
| 116          | 9            | «El bosque»      | Asesinato de Francisco y Alejandro Pérez                                              | 19 de diciembre de 2005   |
| 117          | 10           | «El tío Víctor»  | Víctor Ramírez                                                                        | 26 de diciembre de 2005   |
| 118          | 11           | «El adiós»       | Rodrigo Palma (Crimen de Ángela del Carmen Manqueo Araya)                             | 2 de enero de 2006        |
| 119          | 12           | «El pediatra»    | Norberto Ulloa Quijada (Crimen del doctor Ricardo Cabrera)                            | 9 de enero de 2006        |

### Temporada 11
| N.º en serie | N.º en temp. | Título                         | Caso                                                                           | Fecha de emisión original                      |
| ------------ | ------------ | ------------------------------ | ------------------------------------------------------------------------------ | ---------------------------------------------- |
| 120          | 01           | «El Álex»                      | Alexis Miranda Carrasco                                                        | 11 de octubre de 2006                          |
| 121          | 02           | «El guardia»                   | Asesinato de Francisco García-Vinuesa                                          | 18 de octubre de 2006                          |
| 122          | 03           | «Séptimo piso»                 | Alfredo Cabrera Opazo (Asesinato de Javiera Cabrera Neira)                     | 25 de octubre de 2006                          |
| 123          | 04           | «El enfrentamiento»            | Rolando Canelo Verdejo (Asesinato de Ángelo Polo Ramírez)                      | 1 de noviembre de 2006                         |
| 124 125      | 05 06        | «Esos niños»                   | Ramón Pardo y Jacqueline López                                                 | 8 de noviembre de 2006 15 de noviembre de 2006 |
| 126          | 07           | «El único camino»              | Mery López Ramírez (Asesinato de Alex Caris)                                   | 22 de noviembre de 2006                        |
| 127          | 08           | «El Nono y la Pola»            | Manuel Román Alarcón                                                           | 29 de noviembre de 2006                        |
| 128          | 09           | «El amante»                    | Julio Valero Reinoso (Crimen de Sonia Castro y Mario Bravo)                    | 6 de diciembre de 2006                         |
| 128          | 10           | «El psicópata de Pozo Almonte» | Miguel Oyanedel Caipa (Crimen de Ivania Barraza Castillo)                      | 13 de diciembre de 2006                        |
| 128          | 11           | «El sicario»                   | Selva Gaete, Víctor Cayuqueo y Juan Carlos Rojas (Asesinato de Edgardo Chávez) | 20 de diciembre de 2006                        |
| 129          | 12           | «El inculpado»                 | Alex Cortés Pérez (Asesinato de Jonathan Espinoza)                             | 27 de diciembre de 2006                        |
| 130          | 13           | «Ella empezó a los trece años» | Embarazo de Vanessa Muñoz Ríos (Asesinato de Luis Pérez)                       | 3 de enero de 2007                             |

### Temporada 12
| N.º en serie | N.º en temp. | Título               | Caso                                                                          | Fecha de emisión original |
| ------------ | ------------ | -------------------- | ----------------------------------------------------------------------------- | ------------------------- |
| 133          | 1            | «El canero viejo»    | Juan Catalán Aguilera                                                         | 1 de octubre de 2007      |
| 134          | 2            | «El sacerdote»       | Alex Escalante y Gonzalo Caetano (Asesinato del Sacerdote Benedicto Piccardo) | 8 de octubre de 2007      |
| 135          | 3            | «El colectivo»       | Roberto Gonzáles y Alejandro Rivas Celedón (Asesinato de Claudia Araya Díaz)  | 15 de octubre de 2007     |
| 136          | 4            | «El vengador»        | Crimen de Carlos Contreras, "El Carpeta"                                      | 22 de octubre de 2007     |
| 137          | 5            | «El descontrol»      | Jorge Severino Sánchez y Soledad Llana Silva                                  | 29 de octubre de 2007     |
| 138          | 6            | «El amor justiciero» | Marcia Pérez (Asesinato de Luz Perán)                                         | 5 de noviembre de 2007    |
| 139          | 7            | «El policía»         | Jorge Velásquez Núñez                                                         | 12 de noviembre de 2007   |
| 140          | 8            | «El cumpleaños»      | Melkon Sasso (Asesinato de Wilson Sasso)                                      | 19 de noviembre de 2007   |
| 141          | 9            | «El Tito Van Damme»  | Esteban González Araneda                                                      | 26 de noviembre de 2007   |
| 142          | 10           | «El agobio»          | Patricio Díaz Buffo                                                           | 3 de diciembre de 2007    |
| 143          | 11           | «El despido»         | Secuestro de Manuel Valdivia                                                  | 10 de diciembre de 2007   |
| 144          | 12           | «El cuidador»        | Carlos Inostroza González (Asesinato de Santiago Errázuriz Cox)               | 17 de diciembre de 2007   |

### Temporada 13
| N.º en serie | N.º en temp. | Título                                                                  | Caso                                                     | Fecha de emisión original                       |
| ------------ | ------------ | ----------------------------------------------------------------------- | -------------------------------------------------------- | ----------------------------------------------- |
| 145          | 1            | «El guardia»                                                            | Edgardo Guarda Cisternas                                 | 29 de septiembre de 2008                        |
| 146          | 2            | «El hijo pródigo»                                                       | Claudio Poblete Aravena                                  | 6 de octubre de 2008                            |
| 147          | 3            | «El niño problema»                                                      | Esteban Masrry Astudillo                                 | 13 de octubre de 2008                           |
| 148          | 4            | «El crimen imperfecto»                                                  | Gabriel Sepúlveda López (Asesinato de Macarena Jorquera) | 20 de octubre de 2008                           |
| 149          | 5            | «El vengador (La fuga)»                                                 | Héctor Ovalle Toro                                       | 27 de octubre de 2008                           |
| 150          | 6            | «En el nombre del padre»                                                | Sandra Martínez                                          | 3 de noviembre de 2008                          |
| 151 152      | 7 8          | «El internado (Primera parte) El llanto / El internado (Segunda parte)» | Parricidio de Cristián Bustamante                        | 10 de noviembre de 2008 17 de noviembre de 2008 |
| 153          | 9            | «En manos de Dios»                                                      | Comunidad de Pirque                                      | 24 de noviembre de 2008                         |
| 154          | 10           | «El amigo íntimo»                                                       | Alexis Guajardo (Asesinato de Adán Zamora)               | 1 de diciembre de 2008                          |
| 155          | 11           | «El amor de madre»                                                      | Luis Bustamante                                          | 18 de marzo de 2009                             |
| 156          | 12           | «El manipulador»                                                        | José Velásquez Almonacid (Asesinato de Silvia Andrade)   | 25 de marzo de 2009                             |
| 157          | 13           | «El embaucador»                                                         | Néstor Toro Gálvez, "Chacal de Parrasía"                 | 1 de abril de 2009                              |
| 158          | 14           | «El desaparecido»                                                       | Desaparición de Francisco Catalán                        | 8 de abril de 2009                              |
| 159          | 15           | «Ella tenía 10 meses»                                                   | Luis Martínez y su pareja                                | 15 de abril de 2009                             |
| 160          | 16           | «El taxi de Alto Hospicio»                                              | Resumen del Psicópata de Alto Hospicio                   | 22 de abril de 2009                             |
| 161          | 17           | «El lado oscuro del sexo»                                               | Claudio Spiniak                                          | 29 de abril de 2009                             |

El episodio 17 era originalmente el  penúltimo capítulo, pero fue emitido una semana después como final de temporada, ya que debió ser acortado a su duración original eliminando escenas explícitas y de políticos involucrados, para evitar que fuese censurado.

### Temporada 14
| N.º en serie | N.º en temp. | Título                      | Caso                                         | Fecha de emisión original |
| ------------ | ------------ | --------------------------- | -------------------------------------------- | ------------------------- |
| 162          | 1            | «Un cuento salvaje»         | Pablo Aravena Garcés, "Chacal de Peñablanca" | 21 de octubre de 2021     |
| 163          | 2            | «El chacal de Puerto Montt» | Cristián Barría Inostroza                    | 28 de octubre de 2021     |
| 164          | 3            | «Adiós al cariño»           | Jacqueline Yáñez Vera                        | 4 de noviembre de 2021    |
| 165          | 4            | «El brujo»                  | José Navarro Labbé, "Brujo de Licantén"      | 11 de noviembre de 2021   |
| 166          | 5            | «El plan imperfecto»        | Asesinato de Elba Espinoza ("Plan sicario")  | 18 de noviembre de 2021   |
| 167          | 6            | «El alma sucia»             | Lorena Espinoza Cáceres                      | 25 de noviembre de 2021   |
| 168          | 7            | «A la sombra del padre»     | Alamiro González Escobar                     | 2 de diciembre de 2021    |
| 169          | 8            | «El final que todos temían» | Miguelina Espinoza Oyarzo                    | 14 de diciembre de 2021   |

### Temporada 15
La temporada 15 de Mea Culpa fue anunciada en junio de 2022 por TVN, con Carlos Pinto confirmando que, de forma inédita, la temporada cubriría un caso a través de varios capítulos, en formato de miniserie. Luego que se publicitara que el caso cubierto sería el del homicidio de Ámbar Cornejo, el 29 de junio de 2022 fue emitida una orden de no innovar por la Corte de Apelaciones de Valparaíso por lo que se prohibió la emisión de anuncios sobre la nueva temporada de Mea culpa; ante la controversia generada, el mismo día TVN decidió no emitir dicha miniserie. En septiembre de 2022, la Corte de Apelaciones terminó por desestimar alguna ilegalidad ante una eventual emisión de la temporada.

## Podcast
En octubre de 2021, y como previa al estreno de la temporada 14, TVN reeditó en formato podcast capítulos clásicos de Mea Culpa. Además, se irán publicando versiones en audio de los capítulos nuevos de 2021. Estos episodios están disponibles en el propio sitio web de TVN, así como en Apple Podcasts, Spotify y Google Podcasts.
| N.º | Título                         | Caso                                                      | Temporada original | Fecha de emisión original |
| --- | ------------------------------ | --------------------------------------------------------- | ------------------ | ------------------------- |
| 1   | «El cumpleaños»                | Melkon Sasso (Asesinato de Wilson Sasso)                  | Temporada 12       | 18 de octubre de 2021     |
| 2   | «El desaparecido»              | Desaparición de Francisco Catalán                         | Temporada 13       | 18 de octubre de 2021     |
| 3   | «El mercenario»                | Asesinato de Macarena Muñoz y su hija                     | Temporada 9        | 18 de octubre de 2021     |
| 4   | «El niño problema»             | Esteban Masrry Astudillo                                  | Temporada 13       | 18 de octubre de 2021     |
| 5   | «El Portal Lyon»               | Óscar Agurto                                              | Temporada 10       | 18 de octubre de 2021     |
| 6   | «El psicópata de Pozo Almonte» | Miguel Oyanedel Caipa (Crimen de Ivania Barraza Castillo) | Temporada 11       | 18 de octubre de 2021     |
| 7   | «Emilio»                       | Emilio González Osorio                                    | Temporada 10       | 18 de octubre de 2021     |
| 8   | «Ella empezó a los 13»         | Embarazo de Vanessa Muñoz Ríos                            | Temporada 11       | 18 de octubre de 2021     |
| 9   | «Un cuento salvaje»            | Pablo Aravena Garcés, "Chacal de Peñablanca"              | Temporada 14       | 26 de octubre de 2021     |
| 10  | «El chacal de Puerto Montt»    | Cristián Barría Inostroza                                 | Temporada 14       | 4 de noviembre de 2021    |
| 11  | «Adiós al cariño»              | Jacqueline Yáñez Vera                                     | Temporada 14       | 5 de noviembre de 2021    |
| 12  | «El brujo»                     | José Navarro Labbé, "Brujo de Licantén"                   | Temporada 14       | 15 de noviembre de 2021   |
| 13  | «El plan imperfecto»           | Asesinato de Elba Espinoza ("Plan sicario")               | Temporada 14       | 29 de noviembre de 2021   |
| 14  | «El alma sucia»                | Lorena Espinoza Cáceres                                   | Temporada 14       | 9 de diciembre de 2021    |
| 15  | «A la sombra del padre»        | Alamiro González Escobar                                  | Temporada 14       | 16 de diciembre de 2021   |
| 16  | «El final que todos temían»    | Miguelina Espinoza Oyarzo                                 | Temporada 14       | 23 de diciembre de 2021   |

## Premios
| Año  | Premio         | Categoría                   | Resultado | Ref    |
| ---- | -------------- | --------------------------- | --------- | ------ |
| 1996 | APES           | Mejor Programa Periodístico | Ganador   | [ 27 ] |
| 2005 | Copihue de Oro | Mejor Programa Periodístico | Ganador   | [ 27 ] |
| 2022 | Copihue de Oro | Mejor Programa Periodístico | Ganador   | [ 28 ] |